# Шихабиловське сільське поселення
Шихаби́ловське сільське поселення (рос. Шихабыловское сельское поселение) — муніципальне утворення у складі Урмарського району Чувашії, Росія. Адміністративний центр — присілок Шихабилово.

## Населення
Населення — 1190 осіб (2019, 1324 у 2010, 1512 у 2002).

## Склад
До складу поселення входять такі населені пункти:
| Населений пункт          | Населення, осіб (2002) | Населення, осіб (2010) |
| ------------------------ | ---------------------- | ---------------------- |
| Вознесенське, село       | 200                    | 203                    |
| Сіне-Кінчери, присілок   | 192                    | 152                    |
| Старе Янсітово, присілок | 295                    | 267                    |
| Шихабилово, присілок     | 825                    | 702                    |